# مرغ کریچ‌ساز مک‌گرگور
مرغ کریچ‌ساز مک‌گرگور (نام علمی: Amblyornis macgregoriae) نام یک گونه از سرده کودن‌مرغ است.